# ناو کلاس نلسون
کروزر کلاس نلسون (به انگلیسی: Nelson-class cruiser) یک کلاس از کشتی است که طول آن ۲۸۰ فوت (۸۵ متر) می‌باشد.